# Pseudoscopelus altipinnis
Pseudoscopelus altipinnis és una espècie de peix de la família dels quiasmodòntids i de l'ordre dels perciformes.

## Descripció
El cos fa 20 cm de llargària màxima (tot i que, normalment, en fa 10,1) i presenta una coloració negra marronosa en els adults. 21-23 radis tous a les dues aletes dorsals i 20-24 a l'anal. 12-14 radis tous a les aletes pectorals i 1 espina i 5 radis tous a les pelvianes. 36-38 vèrtebres (de les quals, 16-18 són preanals). Línia lateral no interrompuda i amb 75-81 escates. Cap i cos amb petits fotòfors disposats en fileres diferents. Mandíbula superior amb una filera exterior de dents petites i recorbades.

## Alimentació
El seu nivell tròfic és de 3.

## Hàbitat i distribució geogràfica
És un peix marí i batipelàgic (entre 30 i 2.390 m de fondària, normalment entre 50 i 1.870), el qual viu a les aigües temperades i tropicals dels oceans Atlàntic (entre 46°N-36°S i 7°W-88°W, incloent-hi les illes Bermudes, les Bahames, el golf de Mèxic, Surinam i el Brasil), Pacífic (entre 33°N-27°S i 99°W-121°E, incloent-hi la mar de Banda i Indonèsia) i l'oest de l'Índic (les illes Crozet i Kerguelen).

## Observacions
És inofensiu per als humans i el seu índex de vulnerabilitat és de baix a moderat (32 de 100).